# Providencia (Colômbia)
Providencia é um município da Colômbia, localizado no departamento de Nariño.